# Hiroshi Saitō (piłkarz)
Hiroshi Saitō (jap. 斉藤 浩史 Saitō Hiroshi; ur. 13 listopada 1970) – japoński piłkarz występujący na pozycji obrońcy.

## Kariera klubowa
Od 1989 do 1995 roku występował w klubach Yomiuri, XV de Novembro Jaú, Shimizu S-Pulse i Brummell Sendai.